# إداريو ويكيبيديا
إداريو ويكيبيديا في ويكيبيديا، قد يتم تعيين المستخدمين الموثوق بهم كإداريين (يشار إليهم أيضًا باسم المسؤولين أو مشغلي النظام أو عمال النظافة)، :327بعد تقديم طلب ناجح للإدارة. حاليًا، يوجد 839 مشرفًا على ويكيبيديا الإنجليزية. يتمتع المسؤولون بامتيازات تقنية إضافية مقارنة بالمحررين الآخرين، مثل القدرة على حماية الصفحات وحذفها والقدرة على منع المستخدمين من تحرير الصفحات.
غالبًا في ويكيبيديا، ما يُشار إلى أن تصبح مديرًا على أنه "إعطاء [أو أخذ] الممسحة"،  وهو مصطلح تم استخدامه أيضًا في أماكن أخرى. في عام 2006، ذكرت صحيفة نيويورك تايمز أن المسؤولين عن ويكيبيديا، والذين بلغ عددهم آنذاك حوالي 1000، كانوا "متنوعين جغرافيًا". في يوليو 2012، تم الإبلاغ على نطاق واسع أن ويكيبيديا "بدأت تفقد مسؤوليها"، لأنه في عامي 2005 و2006، كان يتم تعيين 40 إلى 50 شخصًا كمسؤولين شهريًا، ولكن في النصف الأول من عام 2012، تم تعيين تسعة أشخاص فقط.
نفى جيمي ويلز ، أحد مؤسسي ويكيبيديا، أن تكون هذه أزمة أو أن ويكيبيديا تعاني من نقص في المشرفين، قائلاً: "ظل عدد المشرفين مستقرًا لمدة عامين تقريبًا، ولا يحدث شيء حقًا". كان ويلز قد صرح سابقًا (في رسالة أرسلها إلى قائمة بريد ويكيبيديا الإنجليزية في 11 فبراير 2003) أن كونك مشرفًا "ليس بالأمر الكبير"، وأن "الأمر مجرد مسألة فنية حيث لا يتم منح الصلاحيات الممنوحة لمشرفي النظام للجميع".
يذكر جون بروتون في كتابه الصادر عام 2008 بعنوان ويكيبيديا: الدليل المفقود، في حين يعتقد الكثير من الناس أن المسؤولين على ويكيبيديا هم قضاة، إلا أن هذا ليس الغرض من هذا الدور. بدلاً من ذلك، يقول: يقوم المشرفون عادةً بـ حذف المقالات في ويكيبيديا وحماية الصفحات المشاركة في حروب التحرير. لا يعتبر مديرو ويكيبيديا موظفين أو وكلاء لمؤسسة ويكيميديا.

## طلبات الإدارة
تم تعيين أول مديري ويكيبيديا من قبل جيمي ويلز في أكتوبر 2001، يتم الآن منح امتيازات المسؤول على ويكيبيديا من خلال عملية تُعرف بطلبات الإدارة. يمكن لأي محرر مسجل أن يرشح نفسه، أو أن يطلب من محرر آخر أن يفعل ذلك. وقيل إن هذه العملية "تشبه إرسال شخص ما إلى المحكمة العليا" من قبل أندرو ليه، وهو عالم وأستاذ جامعي وهو نفسه مسؤول عن ويكيبيديا الإنجليزية. قال أندرو أيضًا: "إنها في الأساس طقوس تنمر في هذه المرحلة"، على النقيض من الطريقة التي كانت تعمل بها العملية في وقت مبكر من تاريخ ويكيبيديا، حين كان كل ما يتعين على المرء فعله ليصبح مسؤولاً هو "إثبات أنك لست أحمقًا".
عادة ما يتم النظر في الترشح لهذا الدور فقط بعد "عمل مكثف على الويكي". في حين يجوز لأي محرر التصويت في طلب تقديم طلبات، فإن النتيجة لا يتم تحديدها من خلال تصويت الأغلبية، بل من خلال ما إذا كان قد تم التوصل إلى إجماع على أن المرشح سيكون مديرًا جيدًا، وهو قرار لا يمكن اتخاذه إلا من قبل بيروقراطي، محرر ويكيبيديا الذي يتم تعيينه أيضًا من قبل المجتمع من خلال عملية "طلب"، على الرغم من أن العملية أكثر صرامة بالنسبة لهم من الإداريين. ربما تم تنفيذ ذلك نتيجة لجذب طلبات الحصول على إجابات لمستويات متزايدة من الاهتمام: استشهد ستفيليا وآخرون بأنه "قبل منتصف عام 2005، لم تجذب طلبات الحصول على إجابات لتساؤلات كثيرة. ومنذ ذلك الحين، أصبح من الشائع جدًا أن تجتذب طلبات الحصول على إجابات لتساؤلات أعدادًا هائلة من معجبي طلبات الحصول على إجابات لتساؤلات يدعمون بعضهم البعض"، مع رقم قياسي من الأصوات في طلب واحد للحصول على إجابات لتساؤلات حتى مايو 2022 وهو 468 لصالح طلب الحصول على إجابات لتساؤلات المحررة المخضرمة تامزين هاداسا كيلي، والذي أيده 340 مستخدمًا وعارضه 116 وسط جدل حول their لمؤيدي دونالد ترامب .  

## دور
بمجرد منح المستخدم امتيازات المسؤول، يصبح لديه حق الوصول إلى وظائف إضافية من أجل أداء واجبات معينة. وتشمل هذه "أعمال التنظيف الفوضوية"، وحذف المقالات التي تعتبر غير مناسبة، وحماية الصفحات (تقييد امتيازات التحرير لتلك الصفحة)، :66وحظر حسابات المستخدمين المزعجين. يجب أن يتم حظر المستخدم وفقًا لسياسات ويكيبيديا ويجب ذكر سبب الحظر، والذي سيتم تسجيله بشكل دائم بواسطة البرنامج. :401 :120 يُعتبر استخدام هذا الامتياز "للحصول على مزايا التحرير" غير مناسب.

## الدراسات العلمية
قام باحثون من جامعة فرجينيا للتكنولوجيا ومعهد رينسيلار للفنون التطبيقية في عام 2013 بإجراء دراسة توصلت إلى أنه بعد ترقية المحررين إلى منصب الإداريين، فإنهم غالباً ما يركزون أكثر على المقالات التي تتناول مواضيع مثيرة للجدل مقارنة بما كانوا يفعلونه من قبل. واقترح الباحثون أيضًا طريقة بديلة لاختيار الإداريين، حيث يتم إعطاء وزن أكبر لأصوات المحررين ذوي الخبرة. وهذا يتوافق مع نمط التصويت التعددي. في ورقة بحثية أخرى، قدمت في مؤتمر عام 2008 حول العوامل البشرية في أنظمة الحوسبة، بتحليل البيانات من جميع طلبات الإدارة البالغ عددها 1551 طلبًا من يناير 2006 إلى أكتوبر 2007، بهدف تحديد أي من المعايير الموصى بها في دليل ويكيبيديا لطلبات الإدارة. كانت أفضل التنبؤات إذا كان المستخدم المعني سيصبح بالفعل مديرًا. في ديسمبر 2013، نشر باحثون من المعهد البولندي الياباني لتكنولوجيا المعلومات في وارسو دراسة مماثلة، والتي تهدف إلى نمذجة نتائج طلبات الإدارة على ويكيبيديا البولندية باستخدام نموذج مشتق من تاريخ تحرير ويكيبيديا. وقد وجدوا أنه بإمكانهم "تصنيف الأصوات في إجراءات طلب تقديم الطلبات باستخدام هذا النموذج بمستوى دقة كافٍ لتوصية المرشحين".

## ملحوظات
وفقًا لتفضيل كيلي المعلن، تشير هذه المقالة إلى استخدامهم لضمائر مختارة بشكل تعسفي.